# Nephele densoi
Nephele densoi là một loài bướm đêm thuộc họ Sphingidae. Nó được tìm thấy ở Madagascar và the Comoro Islands.
Sải cánh dài 70–82 mm đối với con đực và 77–86 mm đối với con cái. Phía trên bụng có các mảng đen.